# Auguste Dumont (journaliste)
Pour les articles homonymes, voir Auguste Dumont et Dumont.
Auguste Dumont (Paris, 22 mai 1816 - 2 mai 1885) est un entrepreneur de presse, journaliste et essayiste du XIXe siècle. Il publie des essais sous le nom de plume de Martial d'Estoc.

## Biographie
Élève de Saint-Louis et de Louis le Grand, il devient avocat. Il débute dans le journalisme à 20 ans, en 1836, au Propagateur, journal édité par son beau-père l’imprimeur Théodore Boulé dont les ateliers étaient situés rue Coq-Héron à Paris.
Il dirige, administre ou  fonde les journaux suivants :
- Le Propagateur : il fut condamné à plusieurs reprises pour avoir reproduit sans autorisation des articles d’autres journaux et notamment ceux du Messager dirigé par Brindeau et édité par Boulé[1].
- L’Estafette (1842-1847). Théodore Boulé était le directeur-gérant ; Dumont rédacteur en chef.
- L’École du commerce.
- La République, créé le 24 février 1848, journal saint-simonien dirigé par Eugène Bareste.
- Le Courrier de Paris.
- L'Opinion nationale avec Adolphe Georges Guéroult.
- Le Figaro.
- La Lanterne en 1868.
- L’Événement, fondé en 1872, sorte de Figaro républicain, fondé avec Edmond Magnier (1841- 1906) que Villemessant avait chassé du Figaro car il avait rejoint la République en 1870. Maguier, proche de Thiers, réunit une équipe de qualité.
- Le Télégraphe, fondé le 9 janvier 1877, cédé à Louis Jezierski en juin 1879 commandité par Nicolas Claude, filateur et sénateur des Vosges. C’est dans ce journal que Dumont accusa, le 16 mars 1877, Zola d’avoir plagié par son roman L'Assommoir, le livre de Denis Poulot publié en 1870 Le Sublime ou le travailleur comme il est en 1870, et ce qu'il peut être .
- Gil Blas, fondé en 1879.

## Publications

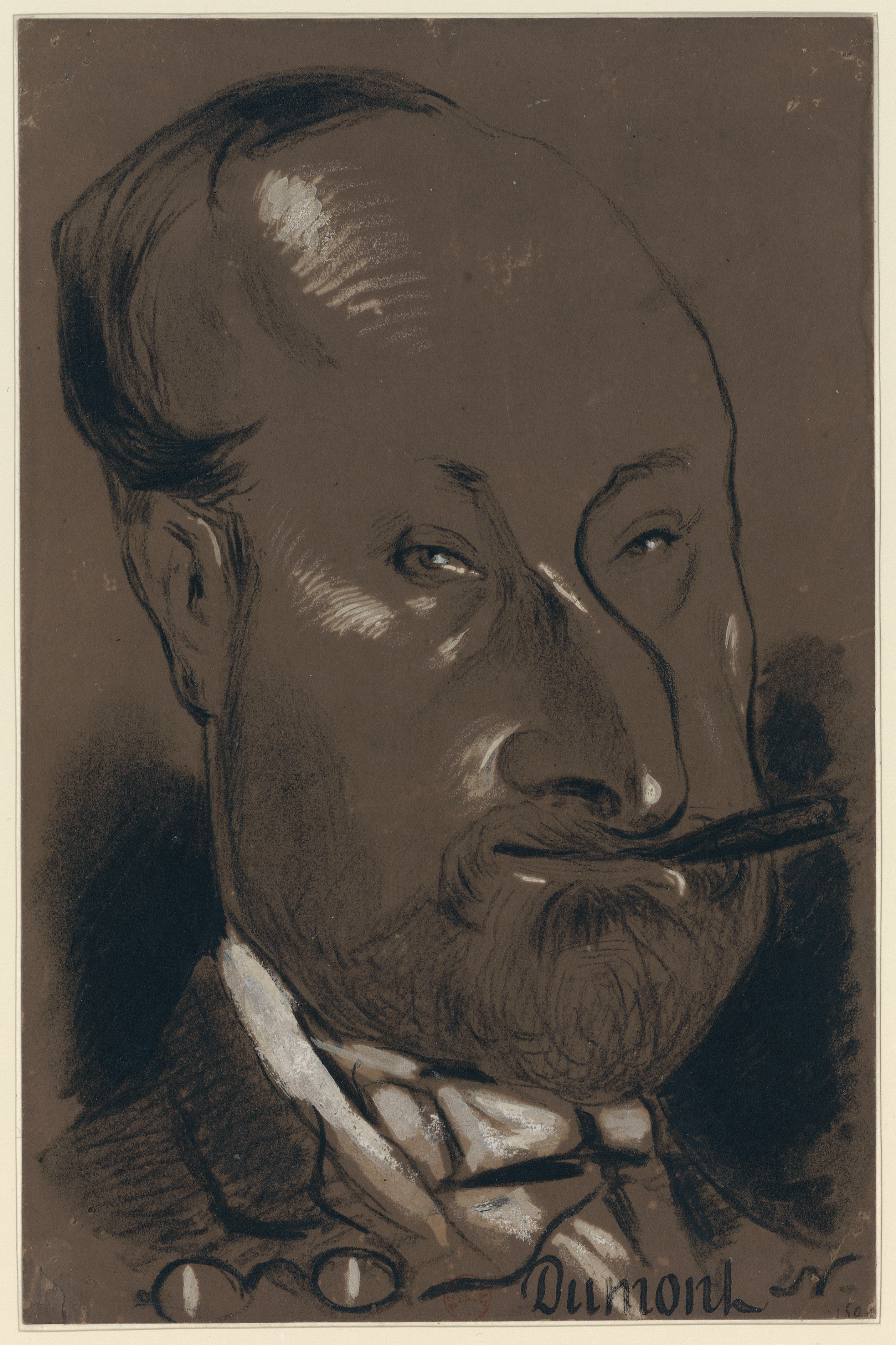
Caricature d'Auguste Dumont par Nadar.

- Sous le nom de plume de Martial d'Estoc
  - Essais :
    - La Légende de l'étoile du sud. La Cartomancienne, Éditeur E. Dentu, 1888.
    - Les offs : roman de mœurs militaires, Éditeur A. Dumont, 1891.
    - Les Ravachols de la loi. A M. Ricard, ministre de la Justice..., impr. de Troublé, 1892.
    - Autour de la trahison, le dossier secret, roman symbolique, avec Édouard Guillemain, Éditeur "Courrier littéraire de la presse, 1898 -
    - Les Réquisitoires de l'histoire de France, 1600-1892. Les Adultères royaux, Éditeur A. Dumont, 1891.
    - Piège au nord. Germanisation de la Belgique, l'Allemagne et la France en présence, par un ex-officier, Éditeur E. Dentu, 1888
    - L'inquisition maçonnique; la marche à la mort, Le courrier littéraire de la presse, Paris 1907.
    - Les Chemins de fer, causes permanentes des catastrophes, 1889
    - Nouvelles chroniques de l'Œil-de-bœuf[2], Éditeur "Courrier littéraire de la presse, 1903.

  - Roman :
    - Les Infâmes. Henri de La Varnière, grand roman réaliste, Éditeur F. Dijon, 1886.
    - Les Cyniques. Zizi la Fourmi, Éditeur L. Montenat, 1886.
- Sous le nom de plume de Le Comité Le Franc de Taviers 
  - Frère Malapion, ou les Frères congréganistes sous la IIIe République. - L'Histoire d'un livre ["les Jésuites rouges de la franc-maçonnerie"] et la franc-maçonnerie, Éditeur "Revue Gerson, 1895

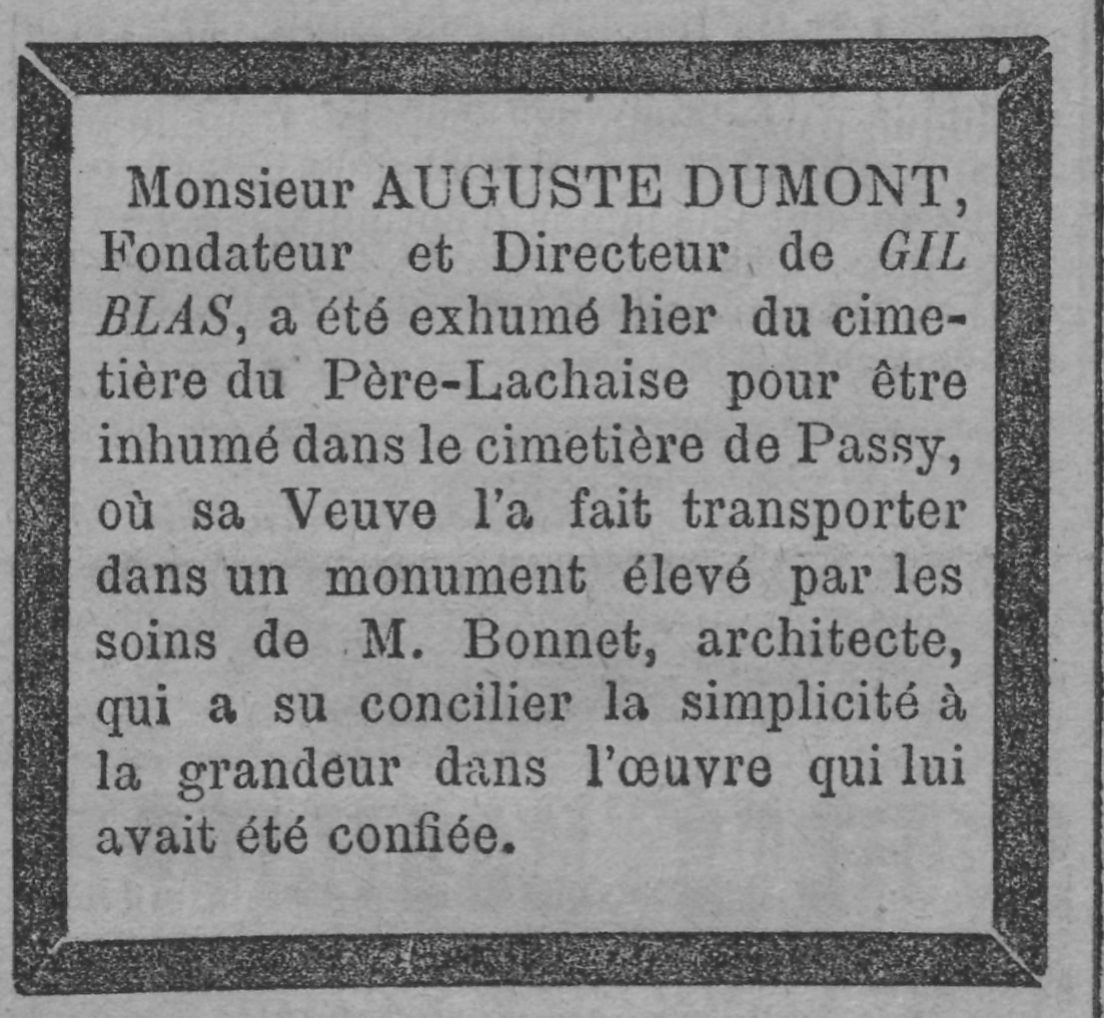
Encart dans le Gil Blas du 16 octobre 1885

Auguste Dumont meurt le 2 mai 1885. 
Ses obsèques ont lieu le 4 mai à l'église Notre-Dame-de-Lorette et sa dépouille est ensuite inhumée dans un caveau provisoire du cimetière du Père-Lachaise,. Sa dépouille est exhumée en octobre pour être transférée au cimetière de Passy dans un monument élevé par l'architecte Bonnet.